# Gare de Monts
La gare de Monts est une gare ferroviaire française de la ligne de Paris-Austerlitz à Bordeaux-Saint-Jean, située sur le territoire de la commune de Monts, dans le département d'Indre-et-Loire, en région Centre-Val de Loire.
C'est aujourd'hui une halte ferroviaire de la Société nationale des chemins de fer français (SNCF), desservie par des trains TER Centre-Val de Loire circulant entre Tours et Port-de-Piles ou Poitiers.

## Situation ferroviaire
Établie à 74 m d'altitude, la gare de Monts est située au point kilométrique (PK) 249,159 de la ligne de Paris-Austerlitz à Bordeaux-Saint-Jean, entre les gares de Tours et Villeperdue. À environ deux kilomètres au nord, se trouvent les points d'aboutissement de la ligne de Paris-Montparnasse à Monts (LGV) ou LGV Atlantique, aux PK 246,783 (voie 1) et 247,440 (voie 2). Les derniers kilomètres de la LGV Atlantique entre Chambray-lès-Tours et Monts ne sont cependant plus exploités depuis l’ouverture de la LGV Sud Europe Atlantique en 2016.

## Histoire
La gare est ouverte le 15 juillet 1851.
Avant la Première Guerre mondiale, un embranchement particulier permet la desserte de la poudrerie nationale du Ripault, toute proche. Cet embranchement est déposé après 1945.
En 2018, selon les estimations de la SNCF, la fréquentation annuelle de la gare est de 127 100 voyageurs, nombre arrondi à la centaine la plus proche.

## Service des voyageurs

### Accueil
Halte SNCF, c'est un point d'arrêt non géré (PANG), équipé d'automates pour l'achat de titres de transport TER. Le passage d'un quai à l'autre se fait par un passage souterrain.

### Desserte
Monts est desservie par des trains du réseau TER Centre-Val de Loire circulant entre Tours et Port-de-Piles. Au-delà de Port-de-Piles, certains sont prolongés ou amorcés à Poitiers.

### Intermodalité
Un parc pour les vélos et un parking y sont aménagés.